# Chronologie des droits des femmes autres que le suffrage

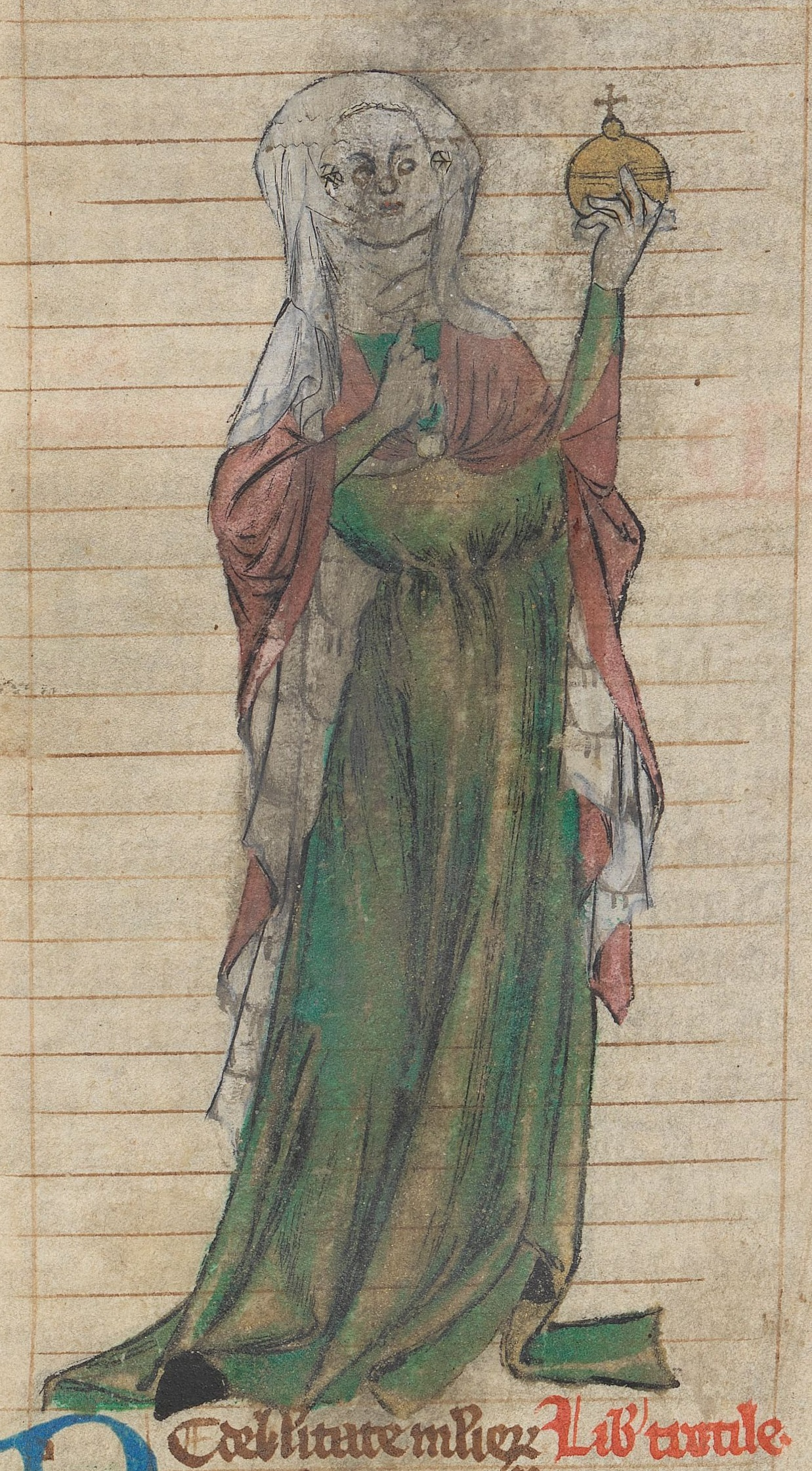
Trotula de Salerne.

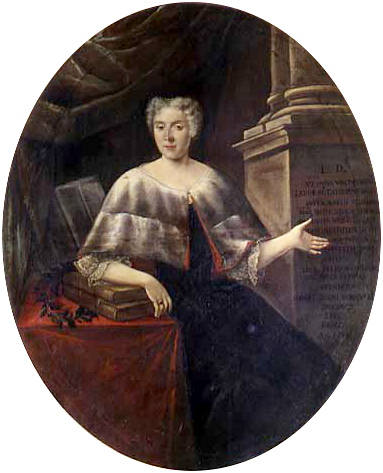
Laura Bassi, la première femme professeur en Europe.

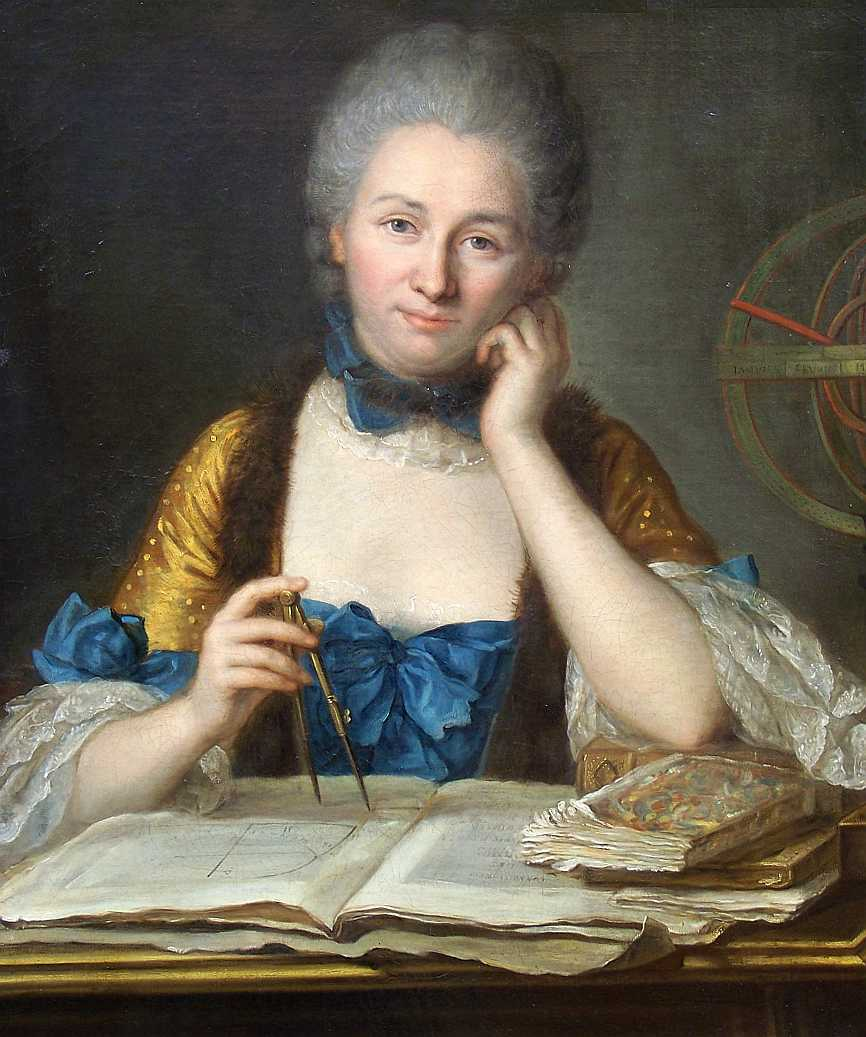
Portrait d'Émilie du Châtelet par Quentin de La Tour.

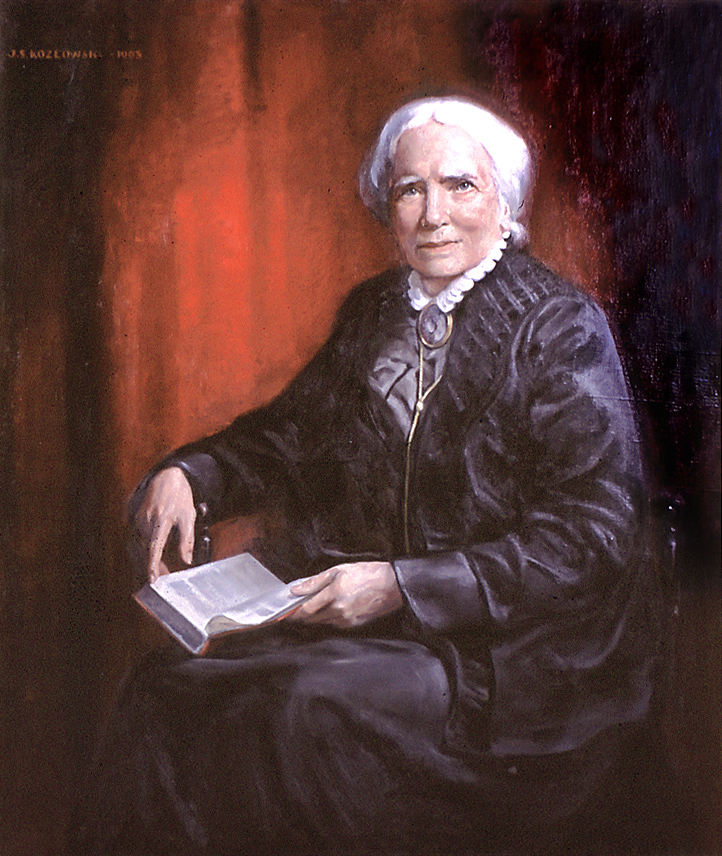
Portrait d'Elizabeth Blackwell par Joseph Stanley Kozlowski, 1905. Syracuse University Medical School collection.

La chronologie des droits des femmes autres que le suffrage souligne les événements majeurs de l'élaboration des droits des femmes concernant les inégalités par rapport aux droits autres que celui du droit de vote. Pour ce droit, voir la chronologie du suffrage des femmes.

## Avant leXIXesiècle
1707
- Palatinat du Rhin : Les efforts de Dorothea von Velen, maîtresse de Jean-Guillaume de Neubourg-Wittelsbach, mènent à l'abolition de la « coverture » en 1707, une figure de la première heure des droits des femmes. Le Palatinat est le premier État allemand à l'abolir, mais la coverture est brièvement réinstituée par Karl III Philipp, le successeur de Johann Wilhelm. Dorothea proteste de son exil à Amsterdam. Elle publie ses mémoires, A Life for Reform, très critiques par rapport au gouvernement de Karl III Philipp. Afin d'éviter le scandale, Karl III Philipp cède à ses demandes et la coverture est de nouveau abolie[1].

1718
- Empire russe : la ségrégation par rapport au genre est bannie[2].
- Suède : les femmes payant des taxes et membres de la corporation des villes peuvent voter et se présenter aux élections durant l'ère de la Liberté ; ce droit est banni (pour les élections locales) en 1758 et (pour les élections générales) en 1771[3].
- Province de Pennsylvanie (maintenant l'État américain de la Pennsylvanie) : on permet aux femmes mariées de posséder et de gérer une propriété en leur propre nom si leur conjoint est incapacité[4].

1722
- Empire russe : les mariages forcés sont bannis[2].

1753
- Empire russe : on accorde aux femmes mariées le droit de gérer leurs avoirs[5].

1754
- Empire allemand : Dorothea Christiane Erxleben est la première femme médecin.

1771
- New York : un mari doit avoir le consentement de sa femme pour vendre leur propriété[6].

1774
- Maryland : un mari doit avoir le consentement de sa femme pour vendre leur propriété[6].

1776
- Royaume de France : les femmes tailleuses sont admises dans la corporation des tailleurs[7].

1778
- Suède : Barnamordsplakatet (en) ; les femmes non mariées peuvent accoucher anonymement hors de leur ville et enregistrer la naissance anonymement. Elles peuvent refuser de répondre aux questions par rapport à la naissance et, si elles conservent la garde de l'enfant, leur statut de femme non mariée n'a pas à être mentionné dans les documents officiels, afin d'éviter tout embarras social.

1779
- Espagne : les restrictions de guilde qui empêchaient les femmes de détenir certaines professions sont abolies[8].

1784
- Espagne : par un décret royal, les femmes peuvent accepter n'importe quelle profession compatible avec leur « sexe, dignité et force »[8].

1786
- Empire russe : écoles élémentaires et secondaires pour les filles[2].

1787
- Massachusetts : la profession de commerçante est ouverte aux femmes non mariées[6].

1788
- France : les femmes nobles ont voté aux États généraux de 1788-89 en l'absence de tout gardien de sexe masculin.
- États-Unis d'Amérique : les citoyennes peuvent se présenter aux élections fédérales, bien qu'elles n'ont pas encore le droit de vote.

1789
- La France est le premier pays en Europe où il est suggéré que les femmes fassent partie de l'Assemblée des États. Plusieurs exigent d'inclure les femmes dans les réformes sur le droit de vote.

1791
- France : égalité pour l'héritage[9].

1792
- France : le divorce est légalisé pour les hommes et les femmes[9] (aboli pour les femmes en 1804).
- France : dans plusieurs villes, des unités locales féminines de défense armée sont fondées ; bien que l'armée française n'était pas officiellement ouverte aux femmes, environ 8 000 femmes ont servi dans des troupes locales (mais pas en champ de bataille) entre 1792 et 1794, mais elles sont officiellement bannies de l'armée en 1795[10].

1793
- France : la question du droit de vote des femmes est discutée par le Parlement français ; ce droit est accordé en principe, mais est mis de côté avec l'explication que ce n'est pas un bon moment et est remis à plus tard[10].

## XIXesiècle

### 1800-1860
1809
- États-Unis, Connecticut : les femmes mariées peuvent être exécutrices testamentaires[6].

1810
- Suède : le droit informel d'une femme célibataire d'être déclarée majeure par dispense royale est officiellement confirmé par le parlement[11].

1811
- Autriche : on accorde aux femmes mariées le droit de gérer leurs avoirs et de choisir leur profession[12].
- Suède : est accordé aux femmes d'affaires le droit de prendre des décisions dans leur travail sans l'assentiment de leur conjoint[13].

1821
- États-Unis, Maine : on permet aux femmes mariées de posséder et de gérer une propriété en leur propre nom si leur conjoint est en incapacité[4].

1827
- Brésil : ouverture des premières classes élémentaires pour filles et accès à la profession de maîtresse d'école[14].

1829
- Inde : la Satī, la pratique des veuves de se jeter dans le bûcher crématoire de leur conjoint, est bannie.
- Suède : les sages-femmes ont le droit d'utiliser des instruments de chirurgie, ce qui est unique en Europe à cette époque, et elles obtiennent le statut de chirurgiennes[15].

1833
- États-Unis, Ohio : première université mixte (aux États-Unis), le Oberlin College.
- Guatemala : le divorce est légalisé (abrogé en 1840 puis réintroduit en 1894)[16].

1835
- États-Unis, Arkansas : droit accordé aux femmes mariées de posséder (mais pas de gérer) une propriété en leur propre nom[4].
- États-Unis, Massachusetts : on permet aux femmes mariées de posséder et de gérer une propriété en leur propre nom si leur conjoint est incapacité[4].
- États-Unis, Tennessee : on permet aux femmes mariées de posséder et de gérer une propriété en leur propre nom si leur conjoint est incapacité[4].
- Iran, Ourmia : ouverture de la première école moderne pour filles[17].

1839
- Grande-Bretagne : la loi Custody of Infants Act 1839 permet aux mères divorcées d'avoir la garde de leurs enfants.
- États-Unis, Mississippi : la loi Married Women's Property Act 1839 accorde aux femmes mariées le droit de posséder (mais pas de gérer) une propriété en leur propre nom[18].

1840
- République du Texas : droit aux femmes mariées de posséder une propriété en leur propre nom[19].
- États-Unis, Maine : droit accordé aux femmes mariées de posséder (mais pas de gérer) une propriété en leur propre nom[4].

1841
- Bulgarie : la première école pour filles laïque rend l'éducation et la profession d'enseignante ouvertes aux femmes[20]
- États-Unis, Maryland : droit accordé aux femmes mariées de posséder (mais pas de gérer) une propriété en leur propre nom[4].

1842
- Suède : école primaire mixte obligatoire[21].
- États-Unis, New Hampshire : on permet aux femmes mariées de posséder et de gérer une propriété en leur propre nom si leur conjoint est incapacité[4].

1843
- États-Unis, Kentucky : on permet aux femmes mariées de posséder et de gérer une propriété en leur propre nom si leur conjoint est incapacité[4].

1844
- États-Unis, Maine : on accorde aux femmes mariées le droit de gérer leurs avoirs[4].
- États-Unis, Maine : les femmes mariées ont droit aux licences commerciales[4].
- États-Unis, Massachusetts : on accorde aux femmes mariées le droit de gérer leurs avoirs[22].

1845
- Suède : droits d'héritage égaux pour les fils et les filles en l'absence d'un testament[23].
- États-Unis, New York : les femmes mariées ont accès aux droits de patente[4].
- États-Unis, Floride : droit accordé aux femmes mariées de posséder (mais pas de gérer) une propriété en leur propre nom[4].

1846
- Suède : les professions de commerce et d'artisan sont ouvertes aux femmes non mariées[24].
- États-Unis, Alabama : droit accordé aux femmes mariées de posséder (mais pas de gérer) une propriété en leur propre nom[4].
- États-Unis, Kentucky : droit accordé aux femmes mariées de posséder (mais pas de gérer) une propriété en leur propre nom[4].
- États-Unis, Ohio : droit accordé aux femmes mariées de posséder (mais pas de gérer) une propriété en leur propre nom[4].
- États-Unis, Michigan: on permet aux femmes mariées de posséder et de gérer une propriété en leur propre nom si leur conjoint est incapacité[4].

1847
- Belgique : école primaire pour les deux sexes.
- Costa Rica: la première école secondaire pour filles et la profession d'enseignante sont ouvertes aux femmes[25].

1848
- États-Unis, État de New York : le Married Women's Property Act accorde aux femmes mariées le droit de gérer leurs avoirs[26].
- États-Unis, Pennsylvanie : on accorde aux femmes mariées le droit de gérer leurs avoirs[4].
- États-Unis, Rhode Island : on accorde aux femmes mariées le droit de gérer leurs avoirs[4].

1849
- États-Unis, Alabama : on permet aux femmes mariées de posséder et de gérer une propriété en leur propre nom si leur conjoint est incapacité[4].
- États-Unis, Connecticut : on permet aux femmes mariées de posséder et de gérer une propriété en leur propre nom si leur conjoint est incapacité[4].
- États-Unis : Elizabeth Blackwell est la première femme médecin (1858 aussi en Grande-Bretagne).
- États-Unis, Missouri : droit accordé aux femmes mariées de posséder (mais pas de gérer) une propriété en leur propre nom[4].
- États-Unis, Caroline du Sud : droit accordé aux femmes mariées de posséder (mais pas de gérer) une propriété en leur propre nom[4].

1850
- France : éducation primaire pour les deux sexes, mais les filles ne peuvent qu'avoir des tuteurs provenant de l'Église[12].
- Haïti : la première école permanente pour filles[27].
- Islande : égalité pour l'héritage[28].
- États-Unis, Californie : le Married Women's Property Act accorde aux femmes mariées le droit de gérer leurs avoirs[29].
- États-Unis, Wisconsin : le Married Women's Property Act accorde aux femmes mariées le droit de gérer leurs avoirs[29].
- États-Unis, Oregon : les femmes non mariées peuvent posséder une propriété[12].

1851
- Guatemala : la peine citoyenneté are granted economically independent women (rescinded in 1879)[30].
- Canada, Nouveau-Brunswick : on accorde aux femmes mariées le droit de gérer leurs avoirs[31].

1852
- États-Unis, État de New York : Antoinette Brown Blackwell, première femme à être ordonnée pasteur aux États-Unis
- États-Unis, New Jersey : on accorde aux femmes mariées le droit de gérer leurs avoirs[22].
- États-Unis, Indiana : droit accordé aux femmes mariées de posséder (mais pas de gérer) une propriété en leur propre nom[4].
- États-Unis, Wisconsin : on permet aux femmes mariées de posséder et de gérer une propriété en leur propre nom si leur conjoint est incapacité[4].

1853
- Colombie : le divorce est légalisé (annulé en 1856 et rétabli en 1992)[16].
- Suède : la profession d'enseignante aux écoles primaires publiques est ouverte aux deux sexes[32].

1854
- Norvège : égalité pour l'héritage[12].
- États-Unis, Massachusetts : on accorde aux femmes mariées le droit de gérer leurs avoirs[29].
- Chili : première école primaire pour filles[33].

1855
- Empire ottoman : le travail en usine est ouvert aux deux sexes lorsque les premières femmes sont employées à l'usine textile de Bursa, en même temps qu'il leur est permis de se mêler, non voilée, aux hommes[34].
- États-Unis, Iowa : l'Université de l'Iowa est la première université publique ou université d'État mixte (aux États-Unis)[35].
- États-Unis, Michigan : on accorde aux femmes mariées le droit de gérer leurs avoirs[20].

1856
- États-Unis, Connecticut : les femmes mariées ont accès aux droits de patente[4]

1857
- Danemark : majorité légale pour les femmes non mariées[12].
- Danemark : les professions de commerce et d'artisan sont ouvertes aux femmes non mariées[36].
- Grande-Bretagne : le Matrimonial Causes Act 1857 rend le divorce possible pour les deux sexes.
- Pays-Bas : éducation primaire obligatoire pour les deux sexes[37].
- Espagne : éducation primaire obligatoire pour les deux sexes[38].
- États-Unis, Maine : on accorde aux femmes mariées le droit de gérer leurs revenus[22].
- États-Unis, Oregon : on permet aux femmes mariées de posséder et de gérer une propriété en leur propre nom si leur conjoint est incapacité[4].

1858
- Empire ottoman : la première école d'État pour les filles ; plusieurs autres écoles pour filles ouvrent durant les décennies qui suivent[39].
- Russie : des gymnasiums pour filles[2]
- Suède : majorité légale pour les femmes non mariées (il est nécessaire d'y appliquer ; majorité légale automatique en 1863)[23].

1859
- Ouest du Canada : on accorde aux femmes mariées le droit de gérer leurs avoirs[31].
- Danemark : la profession d'enseignante aux écoles publiques est ouverte aux femmes[36].
- Russie : droit pour les femmes d'assister en auditrices aux cours universitaires (retiré en 1863)[2].
- Suède : la profession de professeur de collège et les postes de bas rang aux institutions publiques sont ouverts aux femmes[40].
- États-Unis, Kansas : le Married Women's Property Act accorde aux femmes mariées le droit de gérer leurs avoirs[29].

### 1860-1899
1860
- États-Unis, New York : on accorde aux femmes mariées le droit de gérer leurs revenus[22].
- États-Unis, Maryland : on accorde aux femmes mariées le droit de gérer leurs avoirs[4].
- États-Unis, Maryland : on accorde aux femmes mariées le droit de gérer leurs revenus[4].
- États-Unis, Maryland : on accorde aux femmes mariées des permis de commerce[4].
- Nouvelle-Zélande : on accorde aux femmes mariées le droit de posséder une propriété (étendu en 1870)[12].
- États-Unis, Massachusetts : on accorde aux femmes mariées des permis de commerce[4].

1861

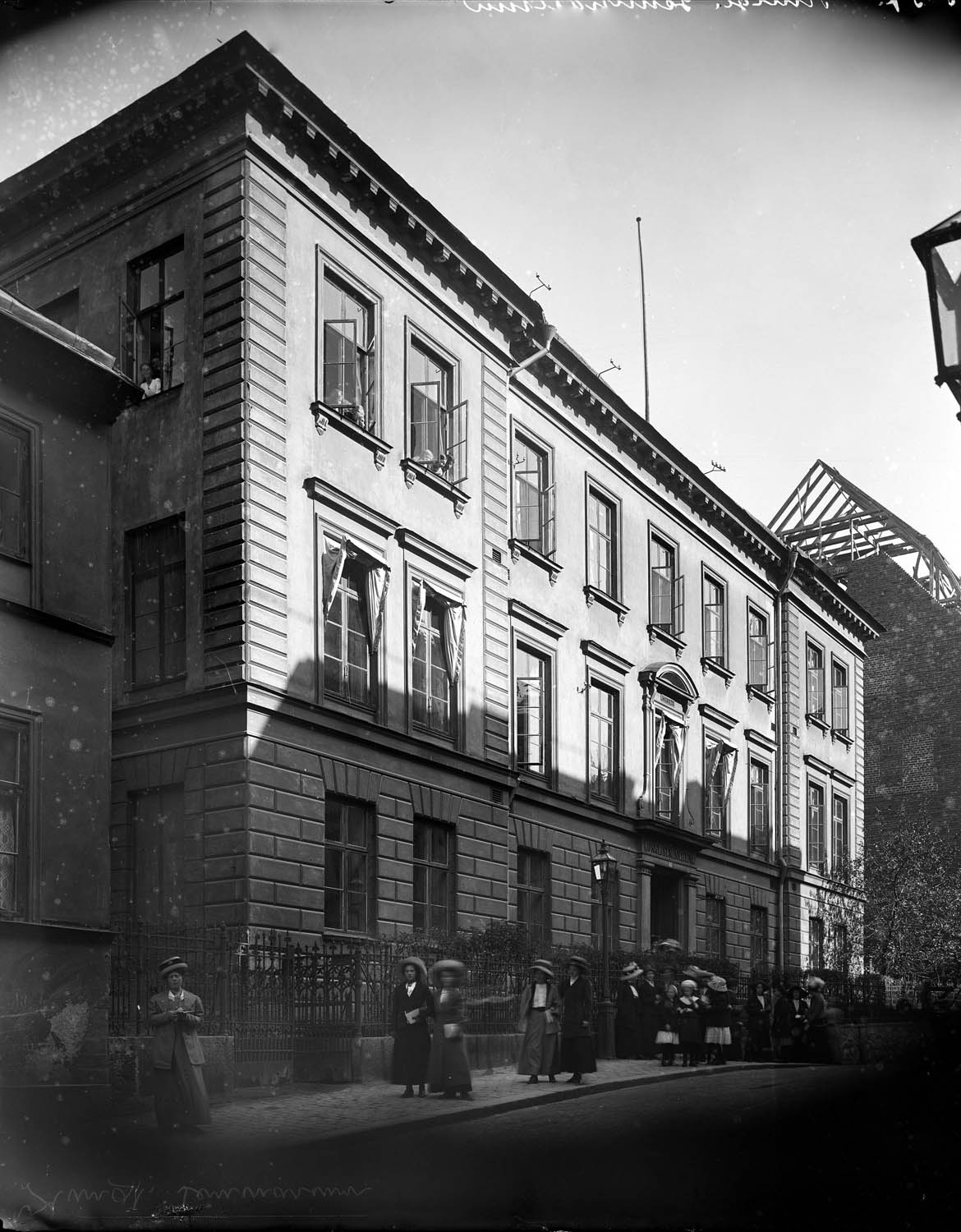
La première institution d'éducation supérieure pour les femmes de Suède, ', vers 1910.

- France : Julie-Victoire Daubié est la première femme étudiante[41].
- Islande : majorité légale pour les femmes non mariées[28].
- Russie : les Scientific — et Medical Surgery Academy ouverts aux femmes (retiré en 1864)[2].
- Suède : la première institution d'éducation supérieure pour les femmes,le Séminaire royal (sv), est ouverte[42].
- Suède : la profession de chirurgien-dentiste et ouverte aux femmes[43].
- États-Unis : Lucy Hobbs Taylor devient la première femme dentiste[44].
- États-Unis, Illinois : on accorde aux femmes mariées le droit de gérer leurs avoirs[4].
- États-Unis, Ohio : on accorde aux femmes mariées le droit de gérer leurs avoirs[4].
- États-Unis, Illinois : on accorde aux femmes mariées le droit de gérer leurs revenus[4].
- États-Unis, Ohio : on accorde aux femmes mariées le droit de gérer leurs revenus[4].

1863
- Danemark : les collèges sont ouverts aux femmes[24].
- Norvège : majorité légale pour les femmes non mariées (aux mêmes âges que les hommes, en 1869)[23].
- Suède : les professions de poste et de télégraphie sont ouvertes aux femmes[45].

1864
- Bohème : les femmes payant des taxes ainsi que celles dans des professions « scolarisées » sont éligibles au corps législatif[46].
- Finlande : majorité légale pour les femmes non mariées[23].
- Haïti : fondation d'écoles primaires pour filles[27].
- Suède : les femmes non mariées ont désormais les mêmes droits que les hommes dans le domaine du commerce[13].
- Suède : il est interdit aux maris d'abuser leur femme[47].
- Suède : la profession de gymnaste ouverte aux femmes[45].

1865
- Irlande : Married Women's Property (Ireland) Act 1865.
- Italie : majorité légale pour les femmes non mariées[48].
- Italie : égalité pour l'héritage[48].
- Italie : on permet aux femmes mariées d'être gardiennes légales de leurs enfants et propriété si elles sont abandonnées par leur conjoint[48].
- Roumanie : la réforme en éducation donne à tous les Roumains l'accès à l'éducation, de l'école primaire à l'université[49].
- États-Unis, Louisiane : on permet aux femmes mariées de posséder et de gérer une propriété en leur propre nom si leur conjoint est incapacité[4].

1867
- Suisse : l'université de Zurich s'ouvre officiellement aux femmes, même si leur présence en cours était déjà acceptée depuis quelques années[50].
- États-Unis, Alabama : on accorde aux femmes mariées le droit de gérer leurs avoirs[4].
- États-Unis, New Hampshire : on accorde aux femmes mariées le droit de gérer leurs avoirs[4].

1868
- Croatie : la première école secondaire pour filles est ouverte[51].
- États-Unis, Caroline du Nord : on accorde aux femmes mariées le droit de gérer leurs avoirs[4].
- États-Unis, Arkansas : on accorde aux femmes mariées des permis de commerce[4].
- États-Unis, Kansas : on accorde aux femmes mariées le droit de gérer leurs avoirs[4].
- États-Unis, Kansas : on accorde aux femmes mariées des permis de commerce[4].
- États-Unis, Kansas : on accorde aux femmes mariées le droit de gérer leurs revenus[4].
- États-Unis, Caroline du Sud : les femmes mariées peuvent posséder (mais pas gérer) une propriété en leur propre nom[4].
- États-Unis, Georgia : les femmes mariées peuvent posséder (mais pas gérer) une propriété en leur propre nom[4].

1869
- Autriche-Hongrie : la profession d'enseignante est ouverte aux femmes[12].
- Costa Rica : éducation primaire obligatoire pour les deux sexes[25].
- Grande-Bretagne : le Girton College de Cambridge est le premier collège pour femmes résidentielles d'Angleterre[52].
- Empire ottoman : éducation primaire obligatoire pour les deux sexes[39].
- Russie : les cours universitaires sont ouverts aux femmes, ce qui leur permet les professions d'enseignante, d'assistante légale et autres professions académiques de bas rang[12].
- Suède : les femmes peuvent travailler au bureau des chemins de fer[45].
- États-Unis : Arabella Mansfield est la première femme à pratiquer le droit[53].
- États-Unis, Minnesota : on accorde aux femmes mariées le droit de gérer leurs avoirs[4].

1870
- Finlande : on permet aux femmes d'étudier à l'université si elles ont une dispensation (la demande de dispensation n'est plus demandée dès 1901)[54].
- Grande-Bretagne : Married Women's Property Act 1870.
- Inde : Female Infanticide Prevention Act, 1870.
- Mexique : on accorde aux femmes mariées le droit de gérer leurs avoirs[55].
- Empire ottoman : on ouvre à Constantinople le Teachers College for Girls pour permettre aux femmes de devenir enseignantes, ce qui leur ouvre cette profession et améliore l'accès des filles à l'éducation[39].
- Suède : les universités sont ouvertes aux femmes (aux mêmes termes que pour les hommes, en 1873)[23] ; la première femme étudiante est Betty Pettersson.
- États-Unis, Géorgie : on accorde aux femmes mariées le droit de gérer leurs avoirs[56].
- États-Unis, Caroline du Sud : on accorde aux femmes mariées le droit de gérer leurs avoirs[4].
- États-Unis, Caroline du Sud : on accorde aux femmes mariées des permis de commerce[4].
- États-Unis, Tennessee: on accorde aux femmes mariées le droit de gérer leurs avoirs[4].
- États-Unis, Iowa : on accorde aux femmes mariées le droit de gérer leurs revenus[4].

1871
- Japon : on permet aux femmes d'étudier aux États-Unis, mais pas encore au Japon même[57].
- Nouvelle-Zélande : les universités sont ouvertes aux femmes[58].
- États-Unis, Mississippi : on accorde aux femmes mariées le droit de gérer leurs avoirs[4].
- États-Unis, Mississippi : on accorde aux femmes mariées des permis de commerce[4].
- États-Unis, Mississippi : on accorde aux femmes mariées le droit de gérer leurs revenus[4].
- États-Unis, Arizona : on accorde aux femmes mariées le droit de gérer leurs avoirs[4].
- États-Unis, Arizona : on accorde aux femmes mariées des permis de commerce[4].

1872
- Autriche-Hongrie : les professions de poste et de télégraphie sont ouvertes aux femmes[12].
- Canada : la Loi des terres fédérales accorde, entre autres aux mères non mariées, des terres familiales.
- Japon : les geishas de même que les femmes prostituées sont libérées de leurs gardiens, la majorité légale leur est accordée et elles ont le droit de changer de profession[59].
- Japon : éducation primaire obligatoire pour les deux sexes[60].
- Suède : les femmes ont désormais le droit de choisir leur partenaire de mariage et les mariages arrangés sont bannis (les femmes nobles doivent attendre 1882 pour ce même droit)[61].
- Suisse : les universités de Berne et Genève sont ouvertes aux femmes (celle de Lausanne suit en 1876 et celle de Bâle en 1890)[50].
- États-Unis, Pennsylvanie : on accorde aux femmes mariées le droit de gérer leurs revenus[4]
- États-Unis, Californie : on accorde aux femmes mariées le droit de gérer leurs avoirs[4].
- États-Unis, Montana : on accorde aux femmes mariées le droit de gérer leurs avoirs[4].
- États-Unis, Californie : on accorde aux femmes mariées des permis de commerce[4].
- États-Unis, Californie : on accorde aux femmes mariées le droit de gérer leurs revenus[4].
- États-Unis, Wisconsin : on accorde aux femmes mariées le droit de gérer leurs revenus[4].

1873
- Grande-Bretagne : Custody of Infants Act 1873 : les mères ont la garde de leurs enfants en cas de divorce.
- États-Unis, Arkansas : on accorde aux femmes mariées le droit de gérer leurs avoirs[4].
- États-Unis, Kentucky : on accorde aux femmes mariées le droit de gérer leurs avoirs[4].
- États-Unis, Caroline du Nord : on accorde aux femmes mariées le droit de gérer leurs revenus[4]
- États-Unis, Kentucky : on accorde aux femmes mariées des permis de commerce[4].
- États-Unis, Arkansas : on accorde aux femmes mariées le droit de gérer leurs revenus[4].
- États-Unis, Delaware : on accorde aux femmes mariées le droit de gérer leurs revenus[4].
- États-Unis, Iowa : on accorde aux femmes mariées le droit de gérer leurs avoirs[4].
- États-Unis, Nevada : on accorde aux femmes mariées le droit de gérer leurs avoirs[4].
- États-Unis, Iowa : on accorde aux femmes mariées des permis de commerce[4].
- États-Unis, Nevada : on accorde aux femmes mariées des permis de commerce[4].
- États-Unis, Nevada : on accorde aux femmes mariées le droit de gérer leurs revenus[4].

1874
- Pays-Bas : Aletta Jacobs est la première femme à étudier en médecine[62].
- Suède : on accorde aux femmes mariées le droit de gérer leurs revenus[23].
- France : le premier syndicat professionnel est ouvert aux femmes.
- Japon : la profession d'enseignante à l'école publique est ouverte aux femmes[63].
- États-Unis, Massachusetts : on accorde aux femmes mariées le droit de gérer leurs revenus[4].
- États-Unis, New Jersey : on accorde aux femmes mariées le droit de gérer leurs revenus[4].
- États-Unis, Rhode Island: on accorde aux femmes mariées le droit de gérer leurs revenus[4].
- États-Unis, New Jersey : on accorde aux femmes mariées des permis de commerce[4].
- États-Unis, Colorado : on accorde aux femmes mariées le droit de gérer leurs avoirs[4].
- États-Unis, Illinois : on accorde aux femmes mariées des permis de commerce[4].
- États-Unis, Minnesota : on accorde aux femmes mariées des permis de commerce[4].
- États-Unis, Montana : on accorde aux femmes mariées le droit de gérer leurs revenus[4].
- États-Unis, Montana : on accorde aux femmes mariées des permis de commerce[4].
- États-Unis, Colorado : on accorde aux femmes mariées des permis de commerce[4].
- États-Unis, Colorado : on accorde aux femmes mariées le droit de gérer leurs revenus[4].

1875
- Canada : Grace Annie Lockhart est la première diplômée universitaire, aussi la première femme détentrice d'un baccalauréat universitaire de l'Empire britannique[64].
- Danemark : les universités sont ouvertes aux femmes[23].
- États-Unis, Delaware : on accorde aux femmes mariées le droit de gérer leurs avoirs[4].

1876
- Grande-Bretagne : les universités sont ouvertes aux femmes[65].
- Italie : les universités sont ouvertes aux femmes[66].
- Pays-Bas : les universités sont ouvertes aux femmes[66].
- États-Unis, New Hampshire : on accorde aux femmes mariées des permis de commerce[4].
- États-Unis, Wyoming : on accorde aux femmes mariées le droit de gérer leurs avoirs[4].
- États-Unis, Wyoming : on accorde aux femmes mariées le droit de gérer leurs revenus[4].
- États-Unis, Wyoming : on accorde aux femmes mariées des permis de commerce[4].

1877
- Chili : les universités sont ouvertes aux femmes[67].
- Italie : les femmes peuvent dorénavant être témoins d'actes légaux[48].
- Scotland: Married Women's Property (Scotland) Act 1877.
- États-Unis, Connecticut : on accorde aux femmes mariées le droit de gérer leurs revenus[4].
- États-Unis, Connecticut : on accorde aux femmes mariées des permis de commerce[4].
- États-Unis, Dakota : on accorde aux femmes mariées le droit de gérer leurs avoirs[4].
- États-Unis, Dakota : on accorde aux femmes mariées le droit de gérer leurs revenus[4].
- États-Unis, Dakota : on accorde aux femmes mariées des permis de commerce[4]

1878
- Autriche-Hongrie : les femmes peuvent être auditrices invitées aux cours universitaires[68].
- Bulgarie : école primaire pour les deux sexes[67].
- Finlande : égalité pour l'héritage[23].
- Grande-Bretagne : les femmes peuvent se séparer de leur conjoint pour cause de cruauté, demander la garde de leurs enfants ainsi que le support de leur conjoint[69].
- Grande-Bretagne : Lady Margaret Hall, le premier collège d'Oxford destiné aux jeunes filles est ouvert.
- États-Unis, Virginie : on accorde aux femmes mariées le droit de gérer leurs avoirs[4].

1879

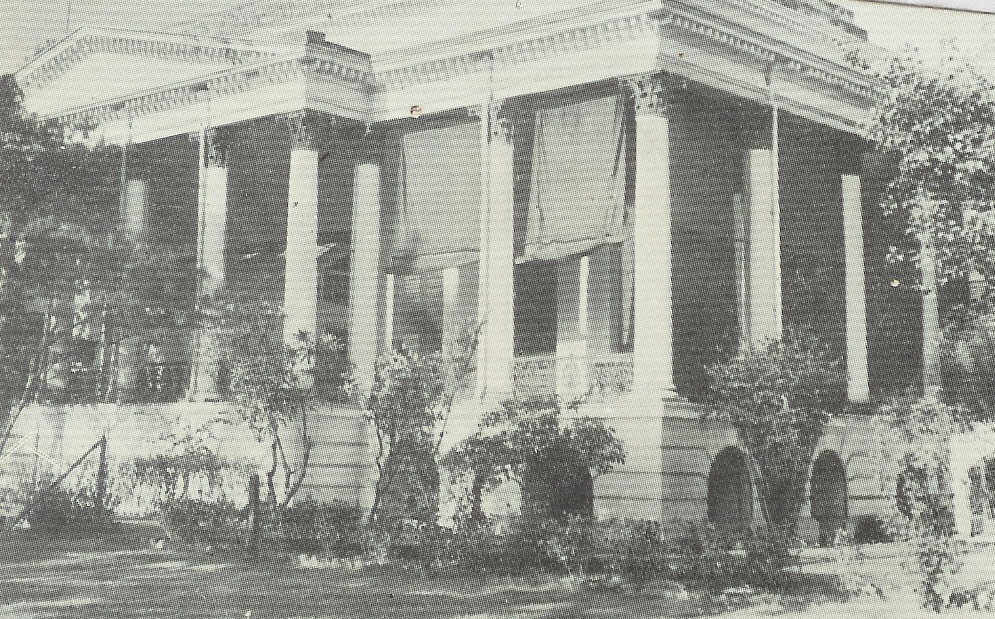
Le Bethune College en 1949.

- Brésil : les universités sont ouvertes aux femmes[14].
- France : les collèges et l'éducation secondaire sont ouverts aux femmes[12].
- Inde : le premier collège universitaire ouvert aux femmes, Bethune College.
- États-Unis, Indiana : on accorde aux femmes mariées le droit de gérer leurs avoirs[4].
- États-Unis, Indiana : on accorde aux femmes mariées le droit de gérer leurs revenus[4].

1880
- Australie : les universités sont ouvertes aux femmes[70].
- Belgique : l'université de Bruxelles est ouverte aux femmes[66].
- Canada : les universités sont ouvertes aux femmes[71].
- Danemark : on accorde aux femmes mariées le droit de gérer leurs revenus[72].
- France : les universités sont ouvertes aux femmes[12].
- États-Unis, Oregon : on accorde aux femmes mariées des permis de commerce[4].
- États-Unis, Oregon : on accorde aux femmes mariées le droit de gérer leurs revenus[4].

1881
- France : les femmes peuvent ouvrir un compte bancaire en leur propre nom[12].
- Écosse : Married Women's Property (Scotland) Act 1881.
- États-Unis, Vermont : on accorde aux femmes mariées le droit de gérer leurs avoirs[4].
- États-Unis, Vermont : on accorde aux femmes mariées des permis de commerce[4].
- États-Unis, Nebraska : on accorde aux femmes mariées le droit de gérer leurs avoirs[4].
- États-Unis, Nebraska : on accorde aux femmes mariées des permis de commerce[4].
- États-Unis, Nebraska : on accorde aux femmes mariées le droit de gérer leurs revenus[4].
- États-Unis, Floride : on permet aux femmes mariées de posséder et de gérer une propriété en leur propre nom si leur conjoint est incapacité[4].

1882
- Grande-Bretagne : Married Women's Property Act 1882.
- France : école primaire obligatoire pour les deux sexes[73].
- Nicaragua : la première institution publique laïque pour femmes, le Colegio de Senoritas[74].
- Pologne : l'Université volante fournit une éducation aux femmes (entre autres).

1883
- Belgique : les universités sont ouvertes aux femmes[66].
- Roumanie : les universités sont ouvertes aux femmes[75].
- Victoria, Australie : on accorde aux femmes mariées le droit de gérer leurs avoirs[70].

1884
- Suisse : majorité légale pour les femmes non mariées, incluant les veuves[76].
- Norvège : les universités sont ouvertes aux femmes[23].
- Allemagne : majorité légale pour les femmes non mariées[12].
- Mexique : majorité légale pour les femmes non mariées et on accorde aux femmes mariées le droit de gérer leurs avoirs[77].
- Ontario : on accorde aux femmes mariées le droit de gérer leurs avoirs[78].
- Grande-Bretagne : Married Women's Property Act 1884.

1885
- France : le divorce est légalisé pour les hommes et les femmes[12].

1886
- Costa Rica: une institution publique d'éducation est ouverte aux femmes[25].
- France : les femmes mariées peuvent ouvrir un compte bancaire sans le consentement de leur mari[79].
- France : les femmes sont éligibles aux conseils sur l'éducation[80].
- Grande-Bretagne : Guardianship of Infants Act 1886.
- Grande-Bretagne : Josephine Butler met fin au règlement sur la prostitution.
- Guatemala : on accorde aux femmes mariées le droit de gérer leurs avoirs[55].
- Corée : la première institution d'éducation pour les femmes, l'Université des femmes Ewha

1887
- Costa Rica : majorité légale pour les femmes mariées[55].
- Costa Rica : on accorde aux femmes mariées le droit de gérer leurs avoirs[55].
- Mexique : les universités sont ouvertes aux femmes[81].
- États-Unis, Idaho : on accorde aux femmes mariées le droit de gérer leurs avoirs[4].
- États-Unis, Idaho : on accorde aux femmes mariées des permis de commerce[4].

1888
- Costa Rica : les femmes mariées peuvent détenir une garde légale ainsi qu'être exécutrices testamentaires[25].
- Danemark : les pères doivent payer pour supporter leurs enfants illégitimes[72].
- Serbie : les universités sont ouvertes aux femmes[82].
- Espagne : on accorde aux femmes des diplômes universitaires par dispensation (les universités sont ouvertes aux femmes en 1910)[83].
- Norvège : majorité légale pour les femmes mariées[28].
- Monténégro : majorité légale pour les femmes non mariées[51].

1889
- Suède : les femmes sont éligibles aux conseils d'autorité publique, tels les conseils scolaires publics, les conseils d'hôpitaux publics, l'inspection et les conseils d'aide aux pauvres[23].
- États-Unis, État de Washington : on accorde aux femmes mariées le droit de gérer leurs avoirs[4].
- États-Unis, État de Washington : on accorde aux femmes mariées le droit de gérer leurs revenus[4].
- États-Unis, État de Washington : on accorde aux femmes mariées des permis de commerce[4].

1890
- Grande-Bretagne : Matrimonial Causes Act 1890.
- Grèce : les universités sont ouvertes aux femmes[82].

1891
- Allemagne : les femmes peuvent dorénavant prendre des cours universitaires, ce qui rend possible à des professeurs d'accepter des femmes étudiantes[68].
- Portugal : le premier diplôme universitaire en médecine à une femme[84].
- Suisse : les écoles secondaires sont ouvertes aux femmes[50].
- Suisse : les associations de commerce sont ouvertes aux femmes[37].
- États-Unis : Marie Owens est engagée comme officier de police à Chicago.

1893
- France : majorité légale pour les femmes non mariées et séparées[79].
- Grande-Bretagne : le Married Women's Property Act 1893 accorde aux femmes mariées la gestion de la propriété qu'elles ont acquise durant leur mariage.

1894
- Pologne : l'université Jagellonne de Cracovie est ouverte aux femmes[85].
- États-Unis, Louisiane : on accorde aux femmes mariées des permis de commerce[4].

1895
- États-Unis, Caroline du Sud : on accorde aux femmes mariées le droit de gérer leurs avoirs.
- Haut-Canada : les femmes peuvent travailler comme barristers[86].
- Russie : une Women's medical university est ouverte, ce qui ouvre la profession de médecin pour les femmes[12].
- Autriche-Hongrie : les universités sont ouvertes aux femmes[12].
- États-Unis, Utah : on accorde aux femmes mariées le droit de gérer leurs avoirs[4].
- États-Unis, État de Washington : on accorde aux femmes mariées le droit de gérer leurs revenus[4].
- États-Unis, État de Washington : on accorde aux femmes mariées des permis de commerce[4].

1896
- États-Unis : la profession d'avocat est ouverte aux deux sexes - mais déjà en 1869, un premier État américain permettait aux femmes de pratiquer le droit.

1897
- France : toutes les femmes (mariées ou non) peuvent être témoins dans une cour civile et sont donc reconnues comme des personnes au sens juridique.

1898
- France : les femmes sont éligibles aux conseils de charité publique[87].
- Haïti : l'université médicale accepte les étudiantes en obstétrique[27].

1899
- Danemark : majorité légale pour les femmes mariées[72].
- Islande : majorité légale pour les femmes mariées[12].

## XXesiècle

### 1900-1939
1900
- Belgique : majorité légale pour les femmes non mariées[88].
- Égypte : une école pour former des enseignantes est ouverte au Caire[89].
- France : on permet aux femmes de pratiquer le droit[87].
- Corée : la profession au bureau de poste est ouverte aux femmes et ouvre ainsi le marché du travail public aux femmes[90].
- Tunisie : la première école élémentaire publique pour filles[89].
- Japon : la première université pour femmes[91].
- Baden, Allemagne : les universités sont ouvertes aux femmes[92].
- Suède : des congés de maternité pour les travailleuses en industrie[24].

1901
- Bulgarie : les universités sont ouvertes aux femmes[67].
- Cuba : les universités sont ouvertes aux femmes[81].
- Danemark : des congés de maternité pour toutes les femmes[72].
- Suède : les femmes ont quatre semaines de congé de maternité[47].

1902
- Chine : la pratique des pieds bandés est abolie.
- El Salvador : on accorde aux femmes mariées le droit de gérer leurs avoirs[55].
- El Salvador : majorité légale pour les femmes mariées[55].

1903
- Bavière, Allemagne : les universités sont ouvertes aux femmes[92].
- Suède : les bureaux de médecine publics sont ouverts aux femmes[93].

1904
- Mexique : le divorce est légalisé.
- Nicaragua : on accorde aux femmes mariées le droit de gérer leurs avoirs[55].
- Nicaragua : majorité légale pour les femmes mariées[55].
- Wurtemberg, Allemagne : les universités sont ouvertes aux femmes[92].

1905
- Islande : les institutions d'éducation sont ouvertes aux femmes[12].
- Russie : les universités sont ouvertes aux femmes[12].

1906
- Finlande (à se présenter aux élections).
- Honduras : on accorde aux femmes mariées le droit de gérer leurs avoirs[55].
- Honduras : majorité légale pour les femmes mariées[55].
- Honduras : le divorce est légalisé[16].
- Corée : la profession d'infirmière est ouverte aux femmes[90].
- Nicaragua : le divorce est légalisé[16].
- Suède : suffrage municipal, depuis 1862 pour les femmes non mariées, désormais pour toutes les femmes (mariées ou non)[94].
- Saxonie, Allemagne : les universités sont ouvertes aux femmes[92].

1907
- France : les femmes mariées disposent de leurs revenus[95].
- France : les femmes peuvent être gardiennes légales d'enfants[87].
- Grande-Bretagne : Matrimonial Causes Act 1907.
- Japon : l'université du Tōhoku est la première université privée mixte.
- Norvège (à se présenter aux élections).
- Finlande (premières femmes membres du Parlement finnois).
- Uruguay : le divorce est légalisé[96].

1908
- Belgique : les femmes peuvent être témoins en cour de justice[12].
- Danemark : les professions juridiques de bas rang sont ouvertes aux femmes[36].
- Danemark : les femmes non mariées sont dorénavant les gardiennes légales de leurs enfants[72].
- Empire ottoman : les Jeunes-Turcs introduisent plusieurs réformes en faveur de l'égalité des sexes : les professions de docteur, avocat et fonctionnaire, de même que les lieux publics tels les restaurants, théâtres et salles de cours sont ouverts aux deux sexes[39].
- Pérou : les universités sont ouvertes aux femmes[97].
- Prusse, Alsace-Lorraine et Hesse, Allemagne : les universités sont ouvertes aux femmes[92].

1909
- Suède : les femmes sont éligibles aux conseils municipaux[94].
- Suède : The phrase "Swedish man" are removed from the application forms to public offices and women are thereby approved as applicants to most public professions[93].
- Mecklenburg, Allemagne : les universités sont ouvertes aux femmes[92].

1910
- Équateur : le divorce est légalisé[16].
- Corée : des cours de niveau universitaire pour les femmes (à l'université des femmes Ewha).

1911
- Portugal : la profession de fonctionnaire est ouverte aux femmes[84].
- Portugal : majorité légale pour les femmes mariées[84] (modifiée in 1933)[98].
- Portugal : le divorce est légalisé[98].

1912
- Canada : Carrie Matilda Derick est la première femme professeur d'université[99].

1913
- Japon : les universités publiques sont ouvertes aux femmes[63].
- Portugal : le premier diplôme universitaire en droit à une femme[84].

1914
- Russie : les femmes mariées ont le droit de posséder leur propre passeport[2].

1915
- Espagne : création par Maria de Maeztu de la Residencia de Señoritas, premier établissement officiel destiné à promouvoir l'enseignement universitaire pour les femmes à Madrid[100].

1916
- Canada, Manitoba : les femmes obtiennent le droit de vote.

1917
- Canada, Ontario : les femmes obtiennent le droit de vote[101].
- Cuba : on accorde aux femmes mariées le droit de gérer leurs avoirs[55].
- Cuba : majorité légale pour les femmes mariées[55].
- Mexique : majorité légale pour les femmes mariées[55].
- Mexique : le divorce est légalisé[55].

1918
- Canada : les femmes nées au Canada et âgées de plus de 21 ans obtiennent définitivement le droit de vote aux élections fédérales[102].
- Cuba : le divorce est légalisé[16].
- Nicaragua : Josefa Toledo de Aguerri est la première femme diplômée de l'université du pays[74].
- Russie soviétique : la Constitution soviétique de 1918 déclare explicitement que les hommes et les femmes ont des droits égaux.
- Thaïlande : les universités sont ouvertes aux femmes[103]

1919
- Italie : on accorde aux femmes mariées le droit de gérer leurs avoirs[48].
- Italie : la profession de fonctionnaire, pour les postes de bas rang, est ouverte aux femmes[48].
- Grande-Bretagne : le Sex Disqualification (Removal) Act 1919 enlève des restrictions sur la participation des femmes à la vie civile : elles peuvent être magistrates, jurées et le fait de se marier n'est plus considéré comme les disqualifiant d'un travail.

1920
- Chine : les femmes sont admises à l'université de Pékin et les autres universités chinoises suivent sous peu[104].
- Haïti : la profession d'apothicaire est ouverte aux femmes[27].
- Corée : la profession d'opératrice téléphonique de même que plusieurs autres, comme la vente en magasin, sont ouvertes aux femmes[90].
- Portugal : les écoles secondaires sont ouvertes aux femmes[84].
- Suède : majorité légale pour les femmes mariées et droits de mariage égaux[23].
- États-Unis : droit de vote pour les femmes.

1921
- Belgique : la position de maire, ainsi que plusieurs postes d'administration publique de plus bas niveau, tel que conseiller financier, sont ouverts aux femmes au niveau local[88].
- Thaïlande : éducation élémentaire obligatoire pour les garçons et les filles[103].

1922
- Belgique : la profession d'avocat est ouverte aux femmes[12].
- Japon : les femmes peuvent former des meetings et des organisations politiques, et y participer[105].

1924
- Danemark : la première femme ministre dans un gouvernement en Europe occidentale est Nina Bang, nommée ministre de l'Éducation par Thorvald Stauning.

1925
- Chili : on accorde aux femmes mariées le droit de gérer leurs avoirs[55].
- Corée : école professionnelle pour les femmes (à l'Université des femmes Ewha).

1926
- Argentine : on accorde aux femmes mariées le droit de gérer leurs avoirs[55].

1927
- Mexique : majorité légale pour les femmes mariées[16].

1928
- Mexique : loi d'égalité dans le mariage[55].
- Rhodésie du Sud : le potestas maritalis est aboli en 1928 par le Married Persons' Property Act, qui abolit aussi la community of property (en)[106].

1929
- Haïti : la profession d'avocat est ouverte aux femmes[27]

1930
- Pérou : le divorce est légalisé[16].

1931
- Chine : le nouveau Code civil accorde des droits d'héritage égaux, le droit pour les femmes de choisir leur partenaire de mariage, des droits égaux de divorce et le droit de gérer leur propre propriété après un divorce[33].
- Espagne : majorité légale pour les femmes mariées (rescinded in 1939)[107].
- Espagne : droits égaux aux professions (annulé en 1939 à la suite de la dictature franquiste)[107].
- Espagne : le divorce est légalisé (annulé en 1939 à la suite de la dictature franquiste)[107].
- Espagne : fondation à Barcelone de la Residència Internacional de Senyoretes Estudiants pour procurer des logements et une vie universitaire aux jeunes étudiantes (disparue à la suite de la guerre d'Espagne et à la dictature franquiste[108]).

1932
- Bolivie : le divorce est légalisé[16].
- Colombie : majorité légale pour les femmes mariées[55].
- Colombie : on accorde aux femmes mariées le droit de gérer leurs avoirs[55].
- Roumanie : majorité légale pour les femmes mariées[49].

1933
- Colombie : les universités sont ouvertes aux femmes[109].

1934
- Haïti : la profession de médecin est ouverte aux femmes[27].
- Turquie (à se présenter aux élections).

1935
- Iran : les femmes sont admises à l'université de Téhéran[110].

1936
- Colombie : l'université nationale est ouverte aux femmes[111].
- Iran : Reza Shah Pahlavi rend obligatoire le non-port du voile par les femmes, une politique très controversée qui a néanmoins été significative pour la déségrégation des femmes[110].
- Pérou : on accorde aux femmes mariées le droit de gérer leurs avoirs[55].

1937
- Grande-Bretagne : le Matrimonial Causes Act 1937.
- Porto Rico (à se présenter aux élections).

1938
- France : majorité légale pour les femmes mariées[12].
- Suède : la contraception est légalisée[47].

1939
- Suède : le renvoi d'une femme de son travail pour avoir eu un enfant est banni[47].

### 1940-1999
1941
- Canada, Québec : les femmes peuvent pratiquer le droit[112].

1942
- Russie : les femmes sont formellement acceptées dans l'armée[2].
- Venezuela : majorité légale pour les femmes mariées[55].
- Venezuela : on accorde aux femmes mariées le droit de gérer leurs avoirs[55].

1944
- France : suffrage universel, droit de vote pour les femmes.

1946
- Uruguay : majorité légale pour les femmes mariées[55].
- Uruguay : on accorde aux femmes mariées le droit de gérer leurs avoirs[55].

1947
- Canada : les femmes ne perdent plus leur citoyenneté automatiquement si elles épousent un non-Canadien[112].
- Suède : salaire égal pour les deux sexes[47].

1948
- Suède : paie de maternité[47].

1949
- Équateur : majorité légale pour les femmes mariées[55].

1950
- Chine : droits égaux à la propriété, au divorce et à l'héritage.

1951
- Canada, Territoires du Nord-Ouest : les femmes obtiennent le droit de vote.

1953
- Afrique du Sud : le Matrimonial Affairs Act restreint, mais n'abolit pas le potestas maritalis[113].

1954
- Canada, Ontario : les femmes autochtones obtiennent le droit de vote.

1958
- Suède : les femmes peuvent devenir prêtres[23].

1962
- Brésil : majorité légale pour les femmes mariées[114].

1963
- Guatemala : majorité légale pour les femmes mariées[55].

1965
- France : les femmes mariées peuvent travailler sans le consentement de leur conjoint[115].

1967
- Grande-Bretagne : Abortion Act 1967 (en).

1968
- Argentine : majorité légale pour les femmes mariées[55].

1969
- Portugal : majorité légale pour les femmes mariées[98].

1970
- Équateur : on accorde aux femmes mariées le droit de gérer leurs avoirs[55].
- France : l'autorité paternelle du père sur sa famille prend fin en 1970 (auparavant, les responsabilités parentales étaient uniquement du domaine du père et c'était lui qui prenait toutes les décisions légales par rapport aux enfants)[116].

1971
- Suisse : droit de vote et éligibilité aux élections au niveau fédéral[117].
- États-Unis : il est interdit d'empêcher les femmes de pratiquer le droit[118].

1972
- Bolivie : on accorde aux femmes mariées le droit de gérer leurs avoirs[55].
- Bolivie : majorité légale pour les femmes mariées[55].

1973
- États-Unis : Roe v. Wade, droit à l'avortement.

1975
- Grande-Bretagne : Sex Discrimination Act 1975 (en).
- Suède : droit à l'avortement[23].
- Espagne : abolition du permiso marital (qui exigeait des femmes mariées qu'elles aient le consentement de leur conjoint pour presque toutes les activités économiques, dont l'emploi, la propriété et voyager sur de longues distances)[119].
- Autriche : les femmes mariées n'ont plus besoin du consentement de leur conjoint pour initier des procédures légales[120].

1978
- Canada : les agentes de bord peuvent dorénavant continuer de travailler après s'être mariées et passé l'âge de 32 ans ; on ne peut plus renvoyer une femme pour cause de grossesse dans les industries obéissant aux lois fédérales (canadiennes)[112].
- République dominicaine : les femmes mariées n'ont plus besoin du consentement de leur conjoint pour initier des procédures légales[121].

1979
- Chili : majorité légale pour les femmes mariées[55].

1980
- Suède : la discrimination par rapport au genre est illégale[47].

1981
- Espagne : les femmes mariées n'ont plus besoin du consentement de leur conjoint pour initier des procédures légales[121].

1982
- Zimbabwe : les femmes mariées n'ont plus besoin du consentement de leur conjoint pour initier des procédures légales[121].

1984
- Pérou : majorité légale pour les femmes mariées[55].
- Afrique du Sud : le Matrimonial Property Act abolit le potestas maritalis pour les mariages dont le contrat date d'après la loi, mais pas pour les Noirs sud-africains (en).
- Suisse : les femmes mariées n'ont plus besoin du consentement de leur conjoint pour initier des procédures légales[121]

1985
- France : une nouvelle réforme abolit le droit du père seul à administrer la propriété de ses enfants[116].

1987
- Paraguay : les femmes mariées n'ont plus besoin du consentement de leur conjoint pour initier des procédures légales[121].

1988
- Afrique du Sud : le potestas maritalis est aboli pour les mariages des Noirs sud-africains (en) sous la loi civile, mais pas sous le droit coutumier.
- Brésil : le mari n'est plus de « chef de famille » au sens où il avait auparavant certains pouvoirs légaux sur son épouse[120].
- Rwanda : les femmes mariées n'ont plus besoin du consentement de leur conjoint pour initier des procédures légales[121].

1991
- Grande-Bretagne : Angleterre et pays de Galles : le viol conjugal devient illégal à la suite du procès Viol conjugal[122].

1993
- Afrique du Sud : le potestas maritalis est annulé pour les mariages civils, peu importe quand le contrat a été passé[113]. Le « pouvoir marital » persiste néanmoins dans le Transkei (qui est indépendant de 1976 à 1994) mais il est déclaré anticonstitutionnel par la Transkei High Court en 1999[113].

1996
- Namibie : le potestas maritalis est aboli par le Married Persons Equality Act.
- Angola : les femmes mariées n'ont plus besoin du consentement de leur conjoint pour initier des procédures légales[121].

1998
- Afrique du Sud : Recognition of Customary Marriages Act, 1998 : les femmes engagées dans des « mariages coutumiers » ne sont plus des mineures aux yeux de la loi[121].

## XXIesiècle
2002
- Grande-Bretagne : Sex Discrimination (Election Candidates) Act 2002 (en).
- Bénin : abolition de l'obligation faite à l'épouse d'obtenir le consentement de son mari pour initier un acte en justice[120].
- Népal : les femmes non mariées de moins de 35 ans peuvent hériter en propriété[120].

2004
- Botswana : la suprématie du mari sur son épouse est abolie par la loi Abolition of Marital Power Act.
- Mozambique : abolition de l'obligation faite à l'épouse d'obtenir le consentement de son mari pour initier un acte en justice[120].

2006
- Lesotho : la suprématie du mari sur son épouse est abolie par la loi The Married Persons Equality Act 2006[123].

2007
- Nouvelle-Zélande : Human Rights (Women in Armed Forces) Amendment Act 2007.

- 2013

- France : la loi interdisant aux femmes de porter le pantalon est abrogée (l'ordonnance concernant le travestissement des femmes avait été mise en place en 1800 pour limiter l'accès à certains métiers)[124]. Elle n'était cependant plus appliquée depuis plusieurs décennies.

2017
- Islande : égalité des salaires entre les hommes et les femmes[125]
- Arabie Saoudite : les femmes obtiennent le droit de conduire un véhicule automobile[126].

2018
- Arabie Saoudite : les femmes peuvent créer une entreprise sans consentement d'un « tuteur » masculin[127].

2019
- Monaco : dépénalisation de l'avortement[128].

2020
- Koweït : quatre femmes sont élues à la Cour suprême[129].

## Source
- (en) Cet article est partiellement ou en totalité issu de l’article de Wikipédia en anglais intitulé « Timeline of women's rights (other than voting) » (voir la liste des auteurs).